# Michalov vrch
Michalov vrch (540,9 m n. m.) leží v geomorfologickém podcelku Rázdiel, v severní části pohoří Tribeč.

## Polohopis
Nachází se na severním okraji Skýcovské vrchoviny, která je geomorfologickou částí Rázdiela , přibližně 2 km východně od obce Veľký Klíž a stejně daleko jižně od osady Ondrášová u Kolačna.  Právě v katastru této obce se vrch nachází. 
Z vrcholu je možné pozorovat okolní vrcholy, při vhodných podmínkách i sousední pohoří, včetně jižní části Malé Fatry. Na vrcholu Michalova vrchu se nacházejí pozůstatky laténského hradiště, z něhož se zachoval dodnes viditelný val. V 11. století zde byl vybudován hrad, přebudovaný v 12. a 13. století, který však již v následujícím století zanikl. V 15. století byla jeho část dočasně obnovena.  V blízkém sedle Vrchhora se nacházejí ruiny benediktinského (románského) kláštera a obnovená kaple, která se stala poutním místem turistů ze širokého okolí. 
Vrchol leží v Chráněné krajinné oblasti Ponitrie. Je součástí území evropského významu SKUEV2133 Hôrky.

## Přístup
- po  modré značce:
  - z obce Veľký Klíž přes rozc. Vrchhora
  - z obce Veľké Uherce přes rozc. Vojtechov a Vrchhora[3]
- neznačenou lesní cestou z Ondrášové